# Eumichtis rubrimixta
Eumichtis rubrimixta là một loài bướm đêm trong họ Noctuidae.